# Молочай жигулівський
Молоча́й жигулі́вський (Euphorbia × zhiguliensis) — рідкісна отруйна багаторічна рослина родини молочайних. Вузький ендемік Росії, занесений до Червоної книги цієї країни.

## Опис
Трав'яниста рослина заввишки до 40 см. Стебло прямостояче, голе, вкрите нечисленними листками. Листки лінійні, біля основи звужені, з заокругленою або зрізаною верхівкою, 4-8 см завдовжки та 1 см завширшки. Квітки непоказні, зібрані в негусті суцвіття-зонтики. Зеленкувато-жовті приквітки, які часто сприймають за пелюстки, мають довжину 5-15 мм. Плід — тригорішок. Усі частини рослини містять отруйний молочний сік.

## Екологія та поширення
Розмножується насінням. Квітне в травні, плодоносить в червні. Коли плід лускає, то сухі насінини можуть викидатися на відстань до 5 м від материнської рослини. Надалі вони поширюються або потоками води, або тваринами. За сприятливих умов у ґрунті насіння зберігає схожість протягом 7 років.
Невеликий за площею ареал цього виду не виходить за межі Самарської області Росії. Він складається з кількох окремих ділянок, розташованих у Жигулівських горах. Більша частина популяцій знаходиться в межах Жигулівського заповідника, де рослини зростають на скелях, узліссях дібров і сосняків, по рідких сосняках з елементами степової рослинності та у кам'янистому степу.

## Значення і статус виду
Як вузький ендемік молочай жигулівський є цінним об'єктом наукових досліджень, але стан його популяцій незадовільний. Зокрема, в них дуже мало особин, що плодоносять, а це спричинює погане насіннєве відтворення виду. Головними факторами, що негативно впливають на чисельність виду, є розробка нафтових родовищ, кам'яних кар'єрів, випасання худоби, надмірне рекреаційне навантаження, яке призводить до витоптування і степових пожеж.
Окрім Жигулівського заповідника ця рослина охороняється в Національному парку «Самарська Лука», а також культивується у ботанічному саду міста Самари.

## Синоніми
- Euphorbia esula підв. esula[2]
- Euphorbia graminifolia підв. zhiguliensis (Prokh.) Oudejans
- Euphorbia virgata підв. zhiguliensis Prokh.
- Galarhoeus × zhiguliensis Prokh.
- Tithymalus graminifolius підв. zhiguliensis (Prokh.) Oudeja[1]